# Кайзерка (булка)
Снова — чай, хрустящие кайзэрки,

И цветы, и фрукты, и ликёр,

И княжны, лазоревой грезэрки,

И любовь, и ласковый укор…
Кайзерка (нем. Kaisersemmel, Kaiserbrötchen) — маленькая круглая булка с пятью характерными бороздками сверху. Масса кайзерки составляет около 50 г, выпекается, как правило, из теста, состоящего из пшеничной муки, солода, закваски или дрожжей, соли и воды. Иногда посыпается зёрнами мака, кунжута, реже тыквенными семечками, семечками льна или зёрнами подсолнуха.

## Происхождение

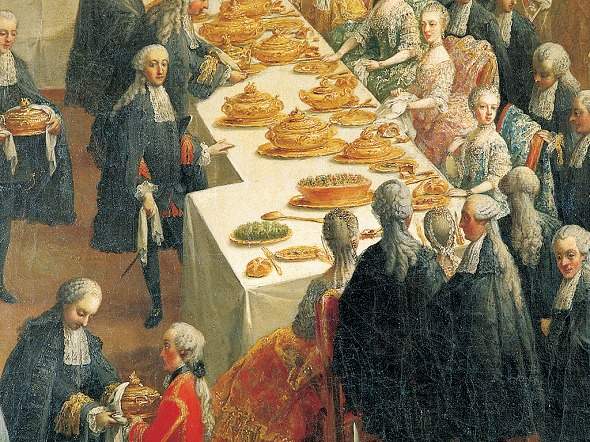
Кайзерка на банкете Марии Терезии прим. 1760, фрагмент картины Мартина ван Майтенса.

Булочка кайзерка появилась в Вене. Есть предположение, что она получила своё название в честь императора Фридриха III. Считается, что один из пекарей в 1487 году испёк булочки с изображением императора.
Согласно другой версии, венский пекарь по имени Кайзер изобрёл булочку примерно в 1730 году. Увеличивая размеры корочки булки, он стремился к улучшению её вкуса.
Также предполагается, что булочка была названа в честь императора Франца-Иосифа (от кайзер — император), который отменил государственное регулирование цен на выпечку и таким образом удешевил этот продукт. 
По другой версии, со времен правления императора Франца Иосифа I, который правил с 1848 по 1916 год, слово «кайзер», применявшееся в отношении продуктов питания, означало «лучшее в своём роде». Отсюда и пошло использование название «Кайзерземмель». При этом его происхождение выводится не от слова «кайзер», а от итальянского «a la casa» («домашнее»).  
Кайзерка получила международное признание во время Парижской Всемирной выставки (1867). В Вене в XIX веке признаком бедности считалось то, что человек не мог позволить себе кайзерку, ограничиваясь Mundsemmel или Schusterlabel.
Этот вид выпечки популярен во многих странах, ранее входивших в состав территории Австро-Венгрии: Словакии, Венгрии, Словении, Хорватии, Чехии, Германии, Польше и Италии. Закрепилась она также в США и Канаде. Во время господства Австрии в Ломбардии местные пекари создали свой собственный способ выпекания кайзерки, создав булочку Michetta.

## Изделие

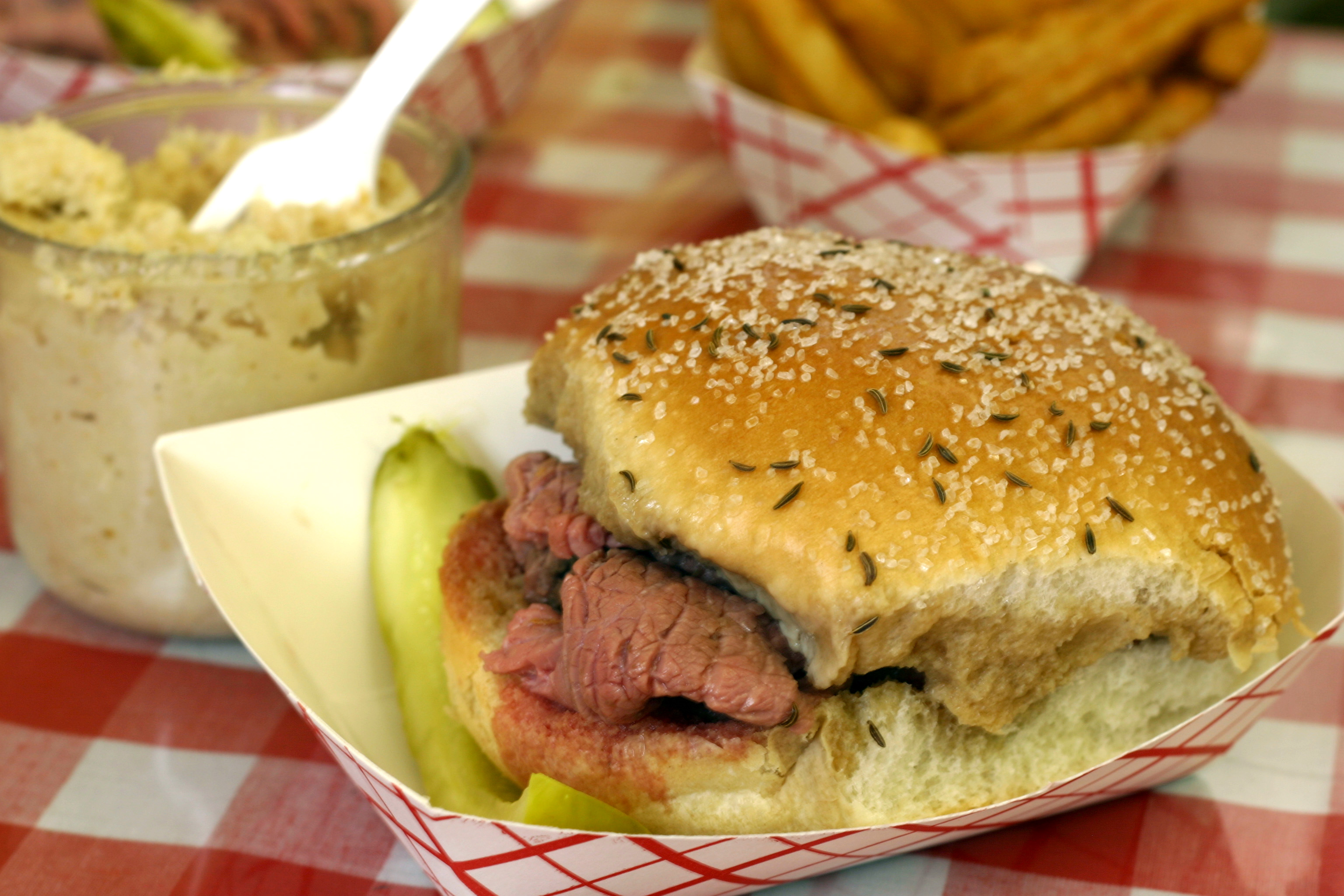
Гамбургер, приготовленный из кайзерки, посыпанной солью и тмином.

Кайзерка может служить основой как для сэндвичей, так и для гамбургеров.
Традиционная австрийская кайзерка изготавливается из пшеничного теста, разделённого на порции примерно по 58 г. Характерные бороздки получаются благодаря 5-разовому складыванию порции теста, формирующей лепешку. Бороздки формируют также более простым способом — путём надреза порции теста перед выпеканием.
В настоящее время булочки формируются механически. Кусок теста пробивается сверху резаком в форме пятилучевой звезды, при этом резак совершает небольшое вращение, таким образом лучи звезды получают дугообразную форму.

## Питательные вещества
Кайзерка содержит 295 ккал в 100 г, характеризуется низким содержанием жиров и кальция.
| На 100 г продукта | Граммов | Процентов | Суточная норма калорий                        |
| ----------------- | ------- | --------- | --------------------------------------------- |
| Белок             | 7,5     | 7,50      | 1,2 г (на 1 кг веса)                          |
| Углеводы          | 57,3    | 57,30     | 2 г (на 1 кг веса)                            |
| Жиры              | 3,6     | 3,60      | 1 г (на 1 кг веса)                            |
| Натрий            | 0,46    | 0,46      | 2,4 г (суточная нома для человека 75—90 кг)   |
| Клетчатка         | 2,1     | 2,10      | 28—34 г (суточная нома для человека 75—90 кг) |